# Turgut
Turgut (Kharabulak, Anatólia, 1485 körül – a máltai Sliema helyén, 1565. június 23.) görög származású török reisz, más nyelveken Dragut, Dargouth, algíri bej, földközi-tengeri bejler-bej, tripoli bej majd pasa.

## Életútja
Tizenkét évesen felkeltette egy tengerészkapitány érdeklődését, aki magával vitte Kairóba. Itt kezdett tanulni, majd támogatója halála után Alexandriába ment. Egy bárkára szegődött, ahol hamarosan jó navigátor és tüzér hírében állt. Felszerelt egy saját hajót, amellyel Velence égei-tengeri kereskedőit fosztogatta. 1520-ban találkozott a hírhedt kalóz Barbarossával, aki elvitte Isztambulba. Tizenkét gálya kapitánya lett. 1526-ban először vezetett támadást szárazföldi célpont, Capo Passero erődje ellen. Ettől kezdve folyamatosan fosztogatja Nápoly és Szicília partvidékét. 1533 májusában két velencei gályát zsákmányolt. 1538-ban Barbarossa oldalán első ízben csapott össze Andrea Doria genovai származású spanyol admirálissal az albániai Préveza öblében.
Candia kifosztása után az ottomán csapatokhoz csatlakozva 30 hajója alkotta a középső vonalat. A csatában sikerült elfognia Giambattista Dovizi parancsnok hajóját. A következő évben Vlora partjai előtt 5 velencei hajót süllyesztett el vagy ejtett foglyul, majd egy másik flotta bekerítette, ám megmenekült. Ekkor lett Dzserba parancsnoka, mikor Szinán pasát a szultán kinevezte a Vörös-tengeri flotta parancsnokává. 1540-ben vezetett először támadást Málta ellen, Gozo szigetén szállt partra, és 50 rabszolgával távozott. Doria 81 hajóval indult az üldözésére, menekülés közben végigfosztogatta Szardínia és Korzika partjait, hajóira majd ezer foglyot gyűjtött, ám a kör bezárult körülötte, és végül fogságba esett. Jean Parisot de La Valette johannita lovag, Doria barátja Toulonban meglátogatta, és viszonozta Turgut nyolc évvel korábbi figyelmeztetését: "Ilyen a háború". Turgut válasza ez volt: "És a szerencse forgandósága". Végül egy genovai családhoz került rabszolgaként.
1544-ben nyerte vissza a szabadságát, amikor Doria kénytelen volt alkut kötni Barbarossával. Ettől kezdve különösen genovai birtokokat fosztott ki. Barbarossa visszavonulásával a Földközi-tenger nyugati medencéjében a legfőbb parancsnok lett. A keresztények "Az Iszlám meztelen kardjának" nevezik. Gozo újabb megtámadásakor testvére is elesett. 1545-ben Itália partjain fosztogatott, majd szövetkezett a tuniszi király fiával, és Mahdíjában ütötte fel táborát, ahol 36 hajó és rengeteg afrikai katona csatlakozott hozzá. Doria elől bújkálva 1546-ban kifosztotta Gozót, a következő évben partra szállt Marsaxlokknál, majd Szicíliát és Korzikát fosztogatta. 1548-ban I. Szulejmán szultán kinevezte Algír alkirályává. Ebben az évben sikerült elfognia egy máltai hajót, rajta a Tripoli megerősítésére szánt 70 000 aranydukáttal. A következő év is fosztogatóutakkal telt Közép-Itáliától egészen Barcelonáig.

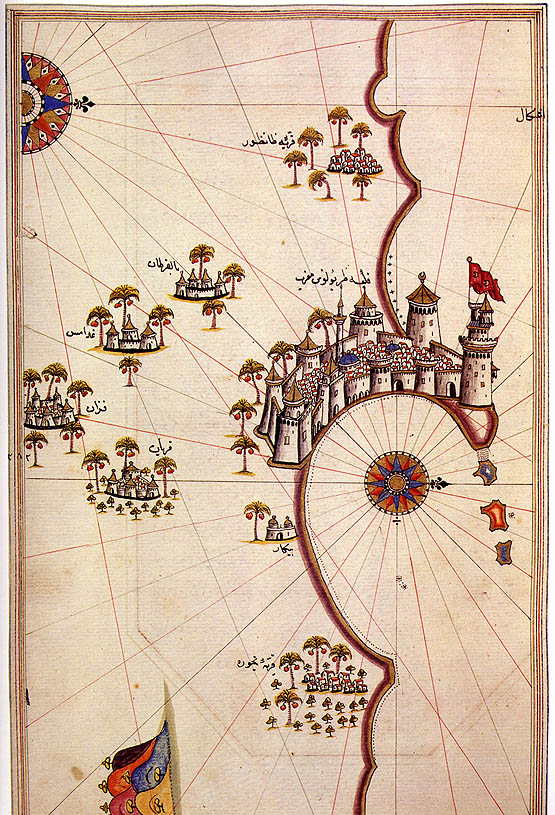
Tripoli erődje Piri reisz térképén

1550-ben éppen a Tirrén-tengeren járt, amikor Mahdíja erődjét ostrom alá vette Andrea Doria és Claude de la Sengle johannita nagymester. Bár visszatért Afrikába, Mahdíja elesett, védőit nagyrészt lemészárolták, unokaöccsét váltságdíj fejében kapta vissza. Doria után indult, ám Dzserba szigetén csapdába esett, és csak egy éjszaka ásatott csatornán át menekült meg Doria hajóitól. Erősítést kért a szultántól, aki az adriai hajóhad parancsnokává rendelte. Miután az Adrián fosztogatott, tavasszal megtámadta a szicíliai Augusta városát, ezután – az előző évi mahdíjai mészárlást megtorolni – partra szállt Maltán, ám Birgu és Senglea erődítéseit látva egyelőre meghátrált. Gozo szigetére hajózott, és elfoglalta a Citadellát, Gozo szinte minden lakosát rabszolgasorba vetette. Innen Tripolihoz hajózott, és Szinán pasával együtt sikerült elfoglalnia a lovagoktól az erődöt.
1552-ben Nápolyhoz vonultak és sikerült megverniük egy itáliai flottát, majd 1553-ban a szultán kinevezte Tripoli kormányzójává. 60 hajóval indult el Görögországból, és végigfosztotta Szicília, Szardínia és Itália partjait. A következő években folytatta rablóhadjáratait (Itália, Szardínia, Dubrovnik, Liguria), majd 1555-ben visszatért Isztambulba. A szultán kinevezte Tripoli pasájává. Megerősítette a várost, majd folytatta a fosztogatást és a máltaiak üldözését. Rabolt a spanyol partokon, Menorcán, Amalfi és Sorrento környékén, legyőzött egy spanyol flottát 5000 foglyot ejtve, majd kalóz-búvóhellyé alakíttatta Dzserba szigetét. Az elesett keresztények csontjaiból 25-30 láb magas gúlát rakatott, akiket csak 1848-ban temettek el végleg. 1561-ben blokád alá vonta Nápolyt, majd megtámadta Oránt is, végül kifosztotta Granada és Málaga városait. 1564-ben fosztogatóútjairól visszatérve megtámadta a gozói Citadellát, de a lovagok visszaverték.
1565-ben késve csatlakozott a Máltát ostromló török hadhoz, ahol Musztafa pasa tisztelettel fogadta. Javasolta, hogy először foglalják el Gozót és a régi várost, ám Musztafa a Szent Elmo-erőd ágyúzásával bízta meg. Folytonos küzdelmet folytatott, hogy az erőd ne tudjon kommunikálni a többi várossal. Egy roham közben repesz találta el, és két nap múlva táborhelyén, a mai Dragut Pointnál meghalt. Holttestét visszavitték Tripoliba, ahol a Dragut Szeráj mecsetben temették el.